# 桑特尔瓦斯德拉韦加
桑特尔瓦斯德拉韦加，是西班牙卡斯蒂利亚-莱昂帕伦西亚省的一个市镇。 总面积71平方公里，总人口533人（2001年），人口密度8人/平方公里。